# اچ‌ام‌اس تراپین (پی۳۲۳)
اچ‌ام‌اس تراپین (پی۳۲۳) (به انگلیسی: HMS Terrapin (P323)) یک زیردریایی بود که طول آن ۲۷۶ فوت ۶ اینچ (۸۴٫۲۸ متر) بود. این زیردریایی در سال ۱۹۴۳ ساخته شد.